# Le Collet d'Allevard

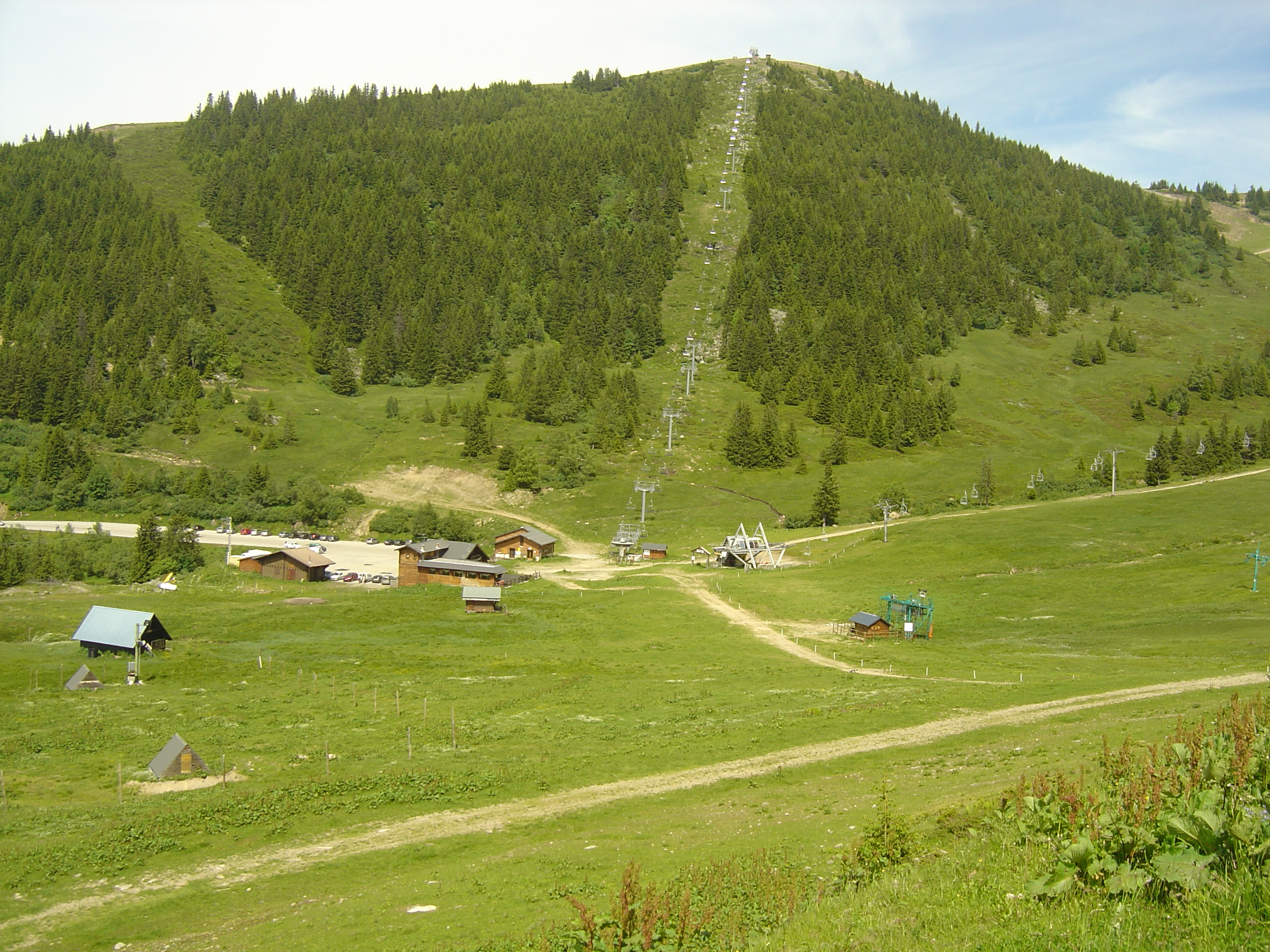
Station du Super Collet (1639 m) qui prolonge celle du Collet d'Allevard (1420 m)

Le Collet d’Allevard est une station de sports d'hiver des Alpes située dans le département français de l'Isère en région Auvergne-Rhône-Alpes, à approximativement 11,5 km d’Allevard dont le domaine skiable s'étend sur les communes d'Allevard et de La Chapelle-du-Bard. 
Elle est composée de la station du Collet d'Allevard en elle-même à 1 400 mètres d'altitude ainsi que des stades de neige de Pré Rond à 1 550 mètres d'altitude et de Super Collet à 1 650 mètres d'altitude, le domaine skiable s'élevant jusqu'à près de 2 100 mètres d'altitude aux Plagnes.

## Histoire
À partir de prémices à la fin des années 1930, la station est créée en 1955 sur d'anciens pâturages communaux réservés à l'estive des troupeaux collectifs de la communauté d'Allevard et desservie par une nouvelle route empruntant le tracé de l'ancienne route forestière à travers les parcelles privées et l'ancienne forêt delphinale puis royale. 
Elle a atteint sa taille actuelle en 1975, les aménagements ultérieurs ayant avant tout consisté à améliorer le domaine existant.

## Ski alpin

### Pistes
On compte quatre secteurs très différents (orientation, végétation, altitude) :
- Malatrait (SW, 1450~1750)
- Fontaineterre (NNW, combe, 1500~1750)
- Prérond (N, 1550~2000)
- Le Super Collet / les Plagnes (S/NW, 1550~2100)

Le Collet d'Allevard propose un des plus grands domaines skiables nocturnes d'Europe (couvrant les secteurs de Malatrait, du Super Collet / les Plagnes et Fontaineterre) avec dix pistes éclairées et quatre remontées mécaniques (les Tufs, Grand Paul, Claran et les Lacs). Pendant plusieurs années , le collet a organisé tous les 30 décembre La nuit du ski qui réunissait les plus grands skieurs de l'équipe de France.

### Remontées mécaniques
- 1 télésiège débrayable 6 places de marque Poma (Claran 2016) construit sous l'impulsion de Marc ROSSET président du SIVOM du Collet de 2009 à 2017.
- 2 télésièges à pinces fixes 4 places et tapis d'embarquement de marque SKIRAIL (Les Tufs en 2002, le Grand Collet en 2005)
- 1 télésiège à pinces fixes 4 places de marque Poma (Grand Paul 1987)
- 1 ancien télésiège à pinces fixes 3 places de marque Poma (Les Plagnes 1975-2016), remplacé par le télésiège débrayable 6 places de Claran
- 3 téléskis à perches débrayables de marques Poma et Montaz (Les Lacs I & II 1975-1976, (le Soleil 1981-2016, démonté à la suite de l'installation du télésiège débrayable de Claran), Prérond 1965)
- 1 téléski à enrouleurs de marque Doppelmayr (Marmottes 2006)
- 2 téléskis enfants de marque Poma (Bambins 2004, Marmottons 2015 installation à Pré rond.)
- 1 tapis roulant (2005)

## Cyclisme

### Profil de l’ascension
Depuis Allevard-les-Bains, au carrefour (463 m) de l'avenue de Savoie et de la route du Collet, l’ascension est longue d’environ 11,3 km pour une moyenne de 8,4 %. Après 1,3 km, il faut suivre la route D109 alors que la route D525a continue jusqu'à Le Pleynet. La pente est dure et constante, avec peu de répit. Seule la bonne qualité du revêtement soulage un peu l’effort à fournir. Après quelques kilomètres d’ascension, on peut voir plus bas Allevard-les-Bains et son plan d’eau. Après cela, la suite de la montée s’effectue intégralement en forêt. Après 4,2 km d’ascension, on trouve une longue portion rectiligne d'1,5 km environ qui ne permet pas de relancer alors que le pourcentage du secteur y est éprouvant (9,6 %). Particularité de cette montée, chaque épingle porte un nom (Wing’s virage, Enroule’s Virage…). L’avant-dernier kilomètre est proche de 10 % de moyenne. Les derniers hectomètres sont plus faciles jusqu'à la place Marcel Dumas (1 420 m environ), au centre de la station du Collet d'Allevard. Cependant, il est possible de continuer plus haut dans la station jusqu'au Clos des Gentianes (1 545 m environ) sous le téléski de Malatrait.
De plus, en arrivant en bas de la place Marcel Dumas, il est également possible de continuer jusqu’au Super Collet (1 639 m) 4,45 km plus loin avec des pourcentages nettement moindres (5,2 % de moyenne) si ce n’est une rampe un peu plus difficile à 1 km de cette station. Et dans ce cas est longue de 15,65 km à 7,5 % depuis le même départ à Allevard-les-Bains.

### Critérium du Dauphiné Libéré
Plusieurs arrivées d'étape du Critérium du Dauphiné ont été établies au Collet d'Allevard.

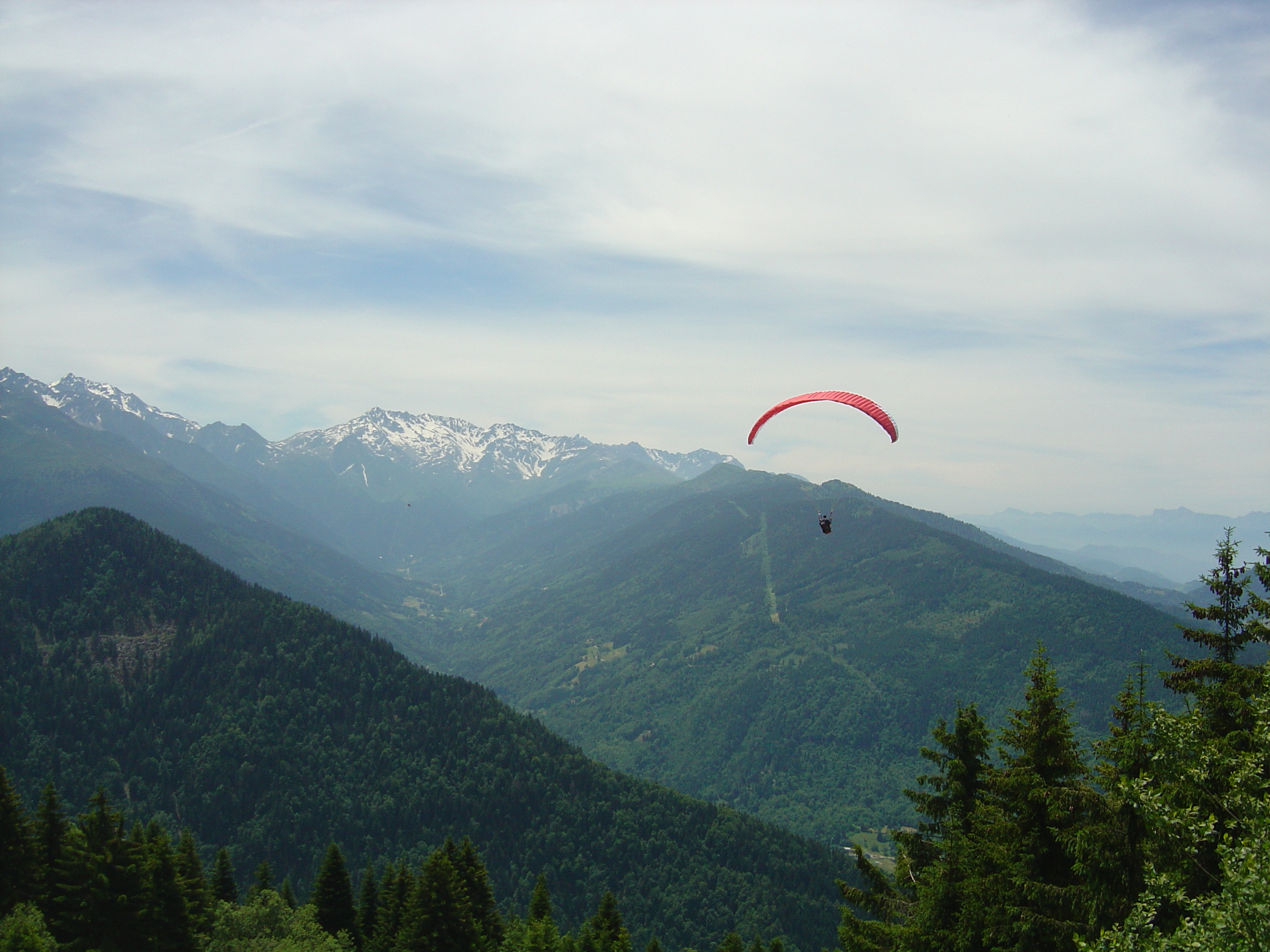
Départ de parapentes à partir du site du Clos des Gentianes sur le haut de la station du Collet d'Allevard

| Année | Étape | Catégorie | 1er au sommet     | Leader du classement général à l'arrivée d'étape |
| ----- | ----- | --------- | ----------------- | ------------------------------------------------ |
| 1992  | 6     |           | Martín Farfán     | Luc Leblanc                                      |
| 1994  | 5     |           | Pascal Hervé      | Laurent Dufaux                                   |
| 2011  | 6     | HC        | Joaquim Rodríguez | Bradley Wiggins                                  |
| 2024  | 6     | HC        | Primož Roglič     | Primož Roglič                                    |

## Autres activités
Le Collet d'Allevard est un site de parapente de tout premier ordre, notamment avec ses 4 décollages officiels (Malatrait, Clos des Gentianes, Prérond et Plagnes) proposant tous une orientation différente.

## Panorama
Sa position en balcon lui permet d'offrir un panorama à 360° avec notamment le mont Blanc au nord-est mais aussi les montagnes qui entourent le lac du Bourget (mont du Chat, le Semnoz et le mont Revard), le massif des Bauges. Au sud, la vue s’étend jusqu’au massif du Vercors et le massif de la Chartreuse dans le prolongement avec notamment le mont Granier qui apparait proche. Enfin, la station permet d’observer entièrement la chaîne de Belledonne.

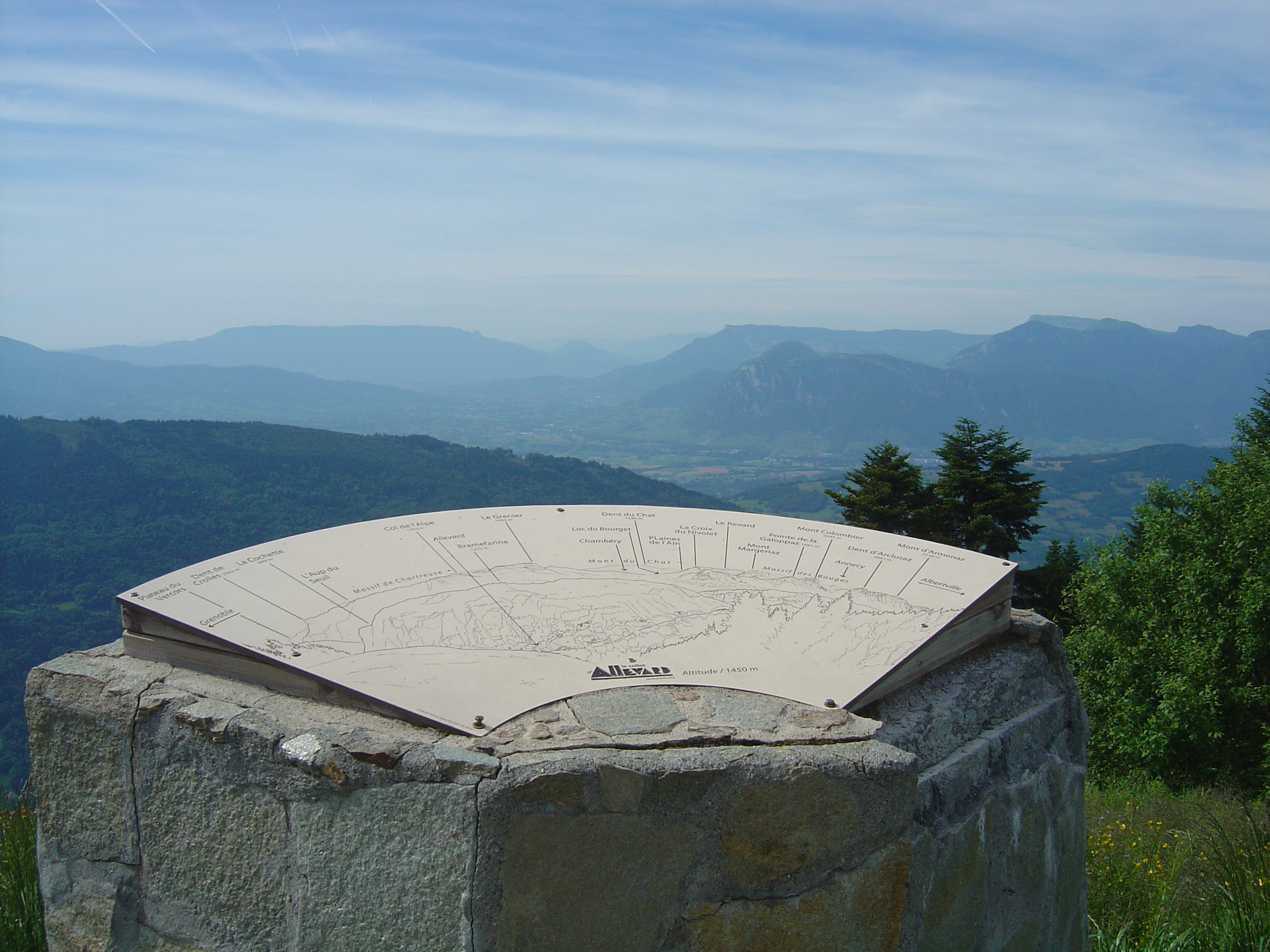
Table d'orientation dans la station du Collet d'Allevard. Vue sur le mont du Chat à gauche, le mont Revard et le Semnoz à droite
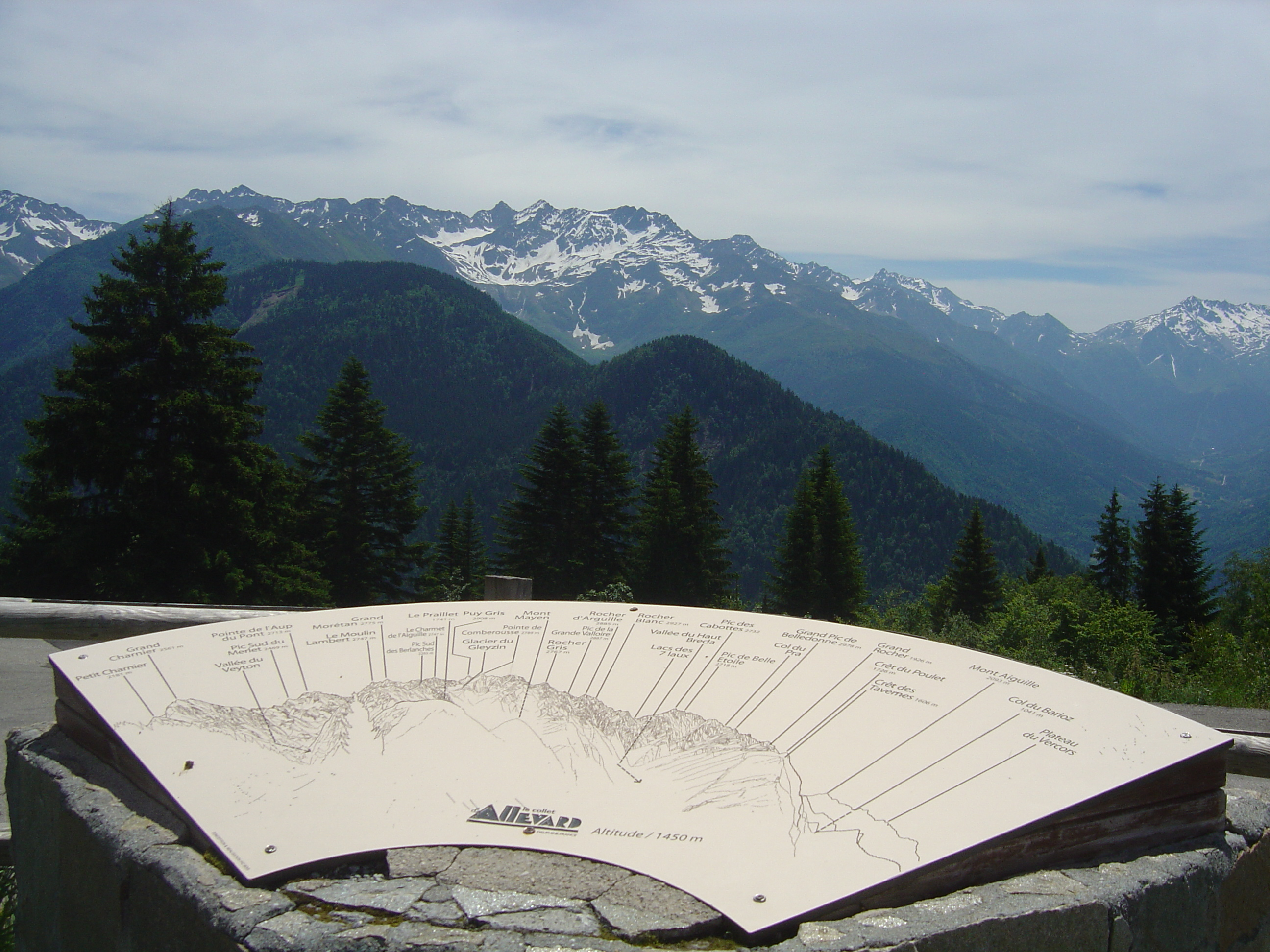
Table d'orientation dans la station du Collet d'Allevard. Vue sur la chaîne de Belledonne.
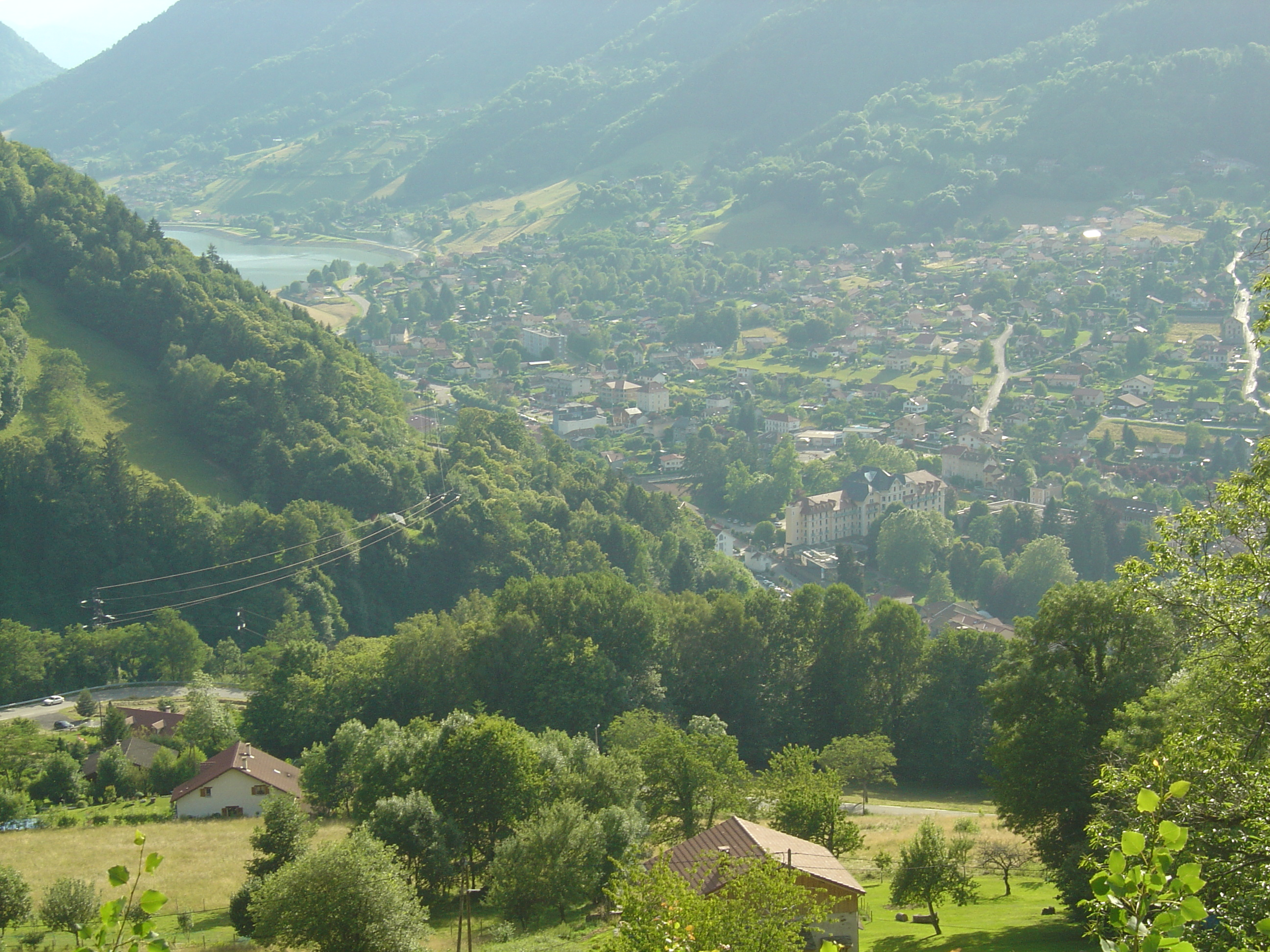
Allevard-les-Bains et son plan d'eau vus après quelques kilomètres dans l'ascension vers le Collet d'Allevard
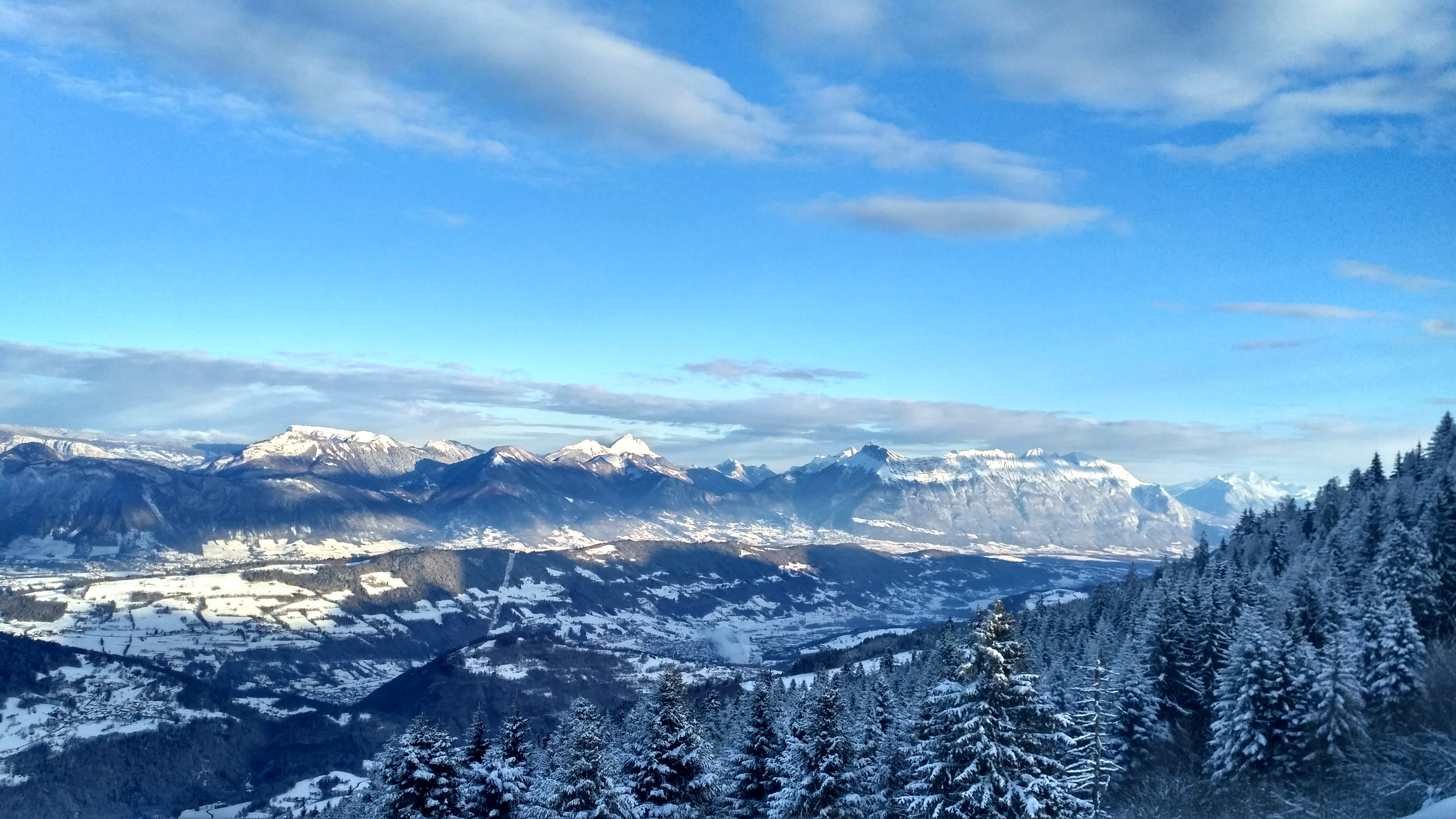
Vue des montagnes depuis la station du Collet d'Allevard en janvier 2017.